# Діано-Марина
Діано-Марина (італ. Diano Marina) — муніципалітет в Італії, у регіоні Лігурія,  провінція Імперія.
Діано-Марина розташоване на відстані близько 430 км на північний захід від Рима, 90 км на південний захід від Генуї, 6 км на північний схід від Імперії.
Населення — 6047 осіб (2014).

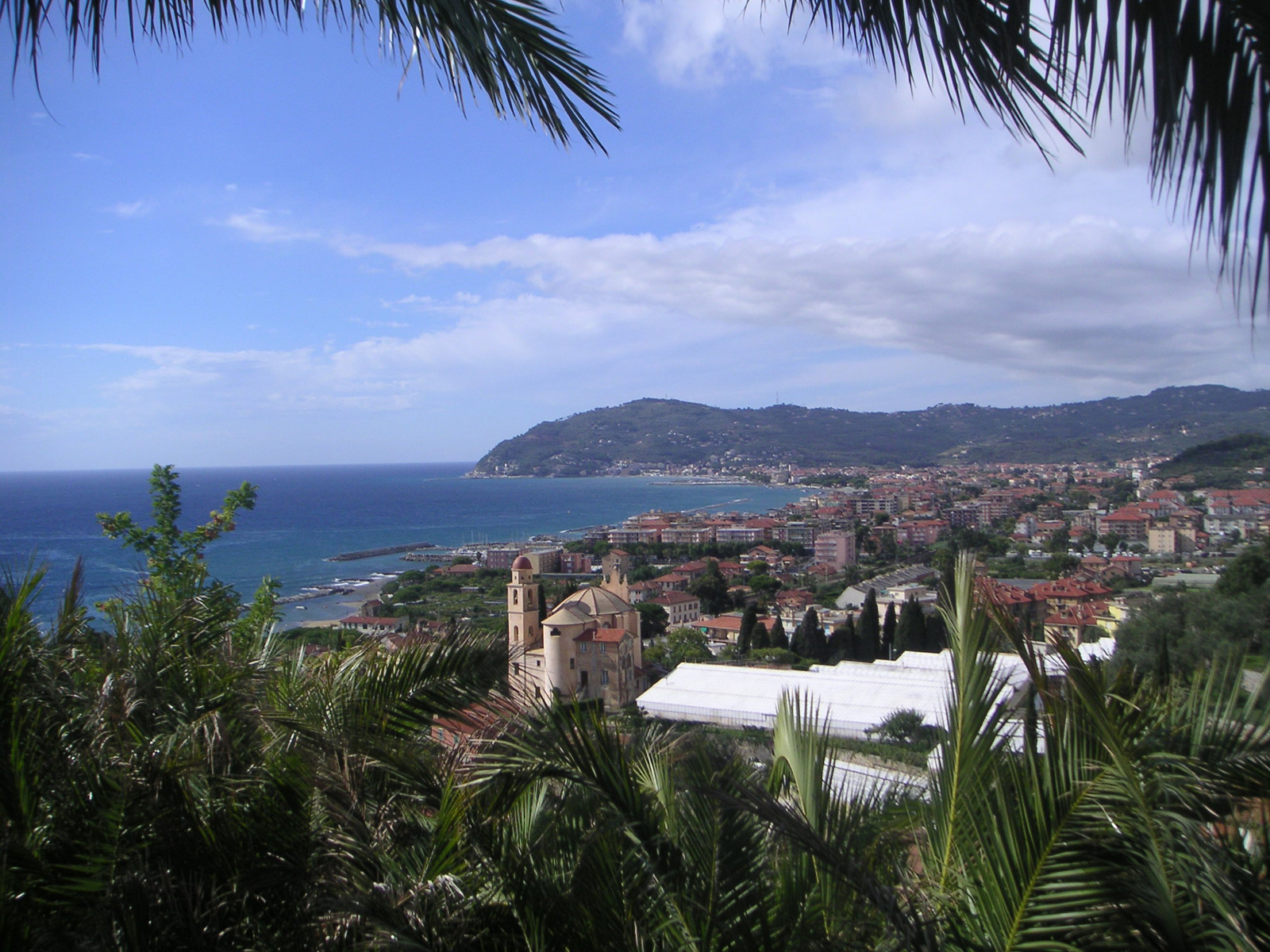

Щорічний фестиваль відбувається 16 липня. Покровитель — sant'Antonio abate.

## Демографія
Населення за роками:

Станом на 1 січня 2023 року в муніципалітеті офіційно проживав 791 іноземець з 43 країн, серед них 134 громадяни країн Євросоюзу та 15 громадян України.

## Сусідні муніципалітети
- Діано-Кастелло
- Імперія
- Сан-Бартоломео-аль-Маре

## Міста-побратими
- Діано-д'Альба, Італія (2007)
- Гранаділья-де-Абона, Іспанія (2013)